# Marcel Mauss
Marcel Mauss (francês: [mos]; 10 de maio de 1872 — 10 de fevereiro de 1950) foi um sociólogo e antropólogo francês conhecido como o "pai da etnologia francesa". Sobrinho de Émile Durkheim, Mauss, em seu trabalho acadêmico, ultrapassou as fronteiras entre a sociologia e a antropologia. Hoje, ele é talvez mais reconhecido por sua influência nesta última disciplina, particularmente no que diz respeito às suas análises de temas como magia, sacrifício e troca de presentes em diferentes culturas ao redor do mundo. Mauss teve uma influência significativa sobre Claude Lévi-Strauss, o fundador da antropologia estrutural. Sua obra mais famosa é o Ensaio sobre a dádiva (1925).

## Contexto
Mauss nasceu em Épinal, Vosges, em uma família judia, seu pai era comerciante e sua mãe, dona de uma loja de bordados. Ao contrário do seu irmão mais novo, Mauss não ingressou nos negócios da família e, em vez disso, juntou-se ao movimento socialista e cooperativo nos Vosges. Após a morte de seu avô, as famílias Mauss e Durkheim se aproximaram e nessa época Mauss começou a se preocupar com sua educação e tomou iniciativas para aprender. Mauss obteve uma educação religiosa e foi submetido a um bar mitzvá, mas aos dezoito anos parou de praticar sua religião.
Mauss estudou filosofia em Bordéus, onde seu tio materno Émile Durkheim lecionava na época. Na década de 1890, Mauss começou seu estudo vitalício de linguística, indologia, sânscrito, hebraico e a 'história das religiões e dos povos incivilizados' na Escola Prática de Altos Estudos. Ele foi aprovado na agrégation em 1893. Ele também era primo-irmão da muito mais jovem Claudette (nascida Raphael) Bloch, bióloga marinha e mãe de Maurice Bloch, que se tornou um notável antropólogo. Em vez de seguir o caminho habitual de lecionar em um liceu após a faculdade, Mauss mudou-se para Paris e começou a estudar religião comparada e sânscrito.
Sua primeira publicação em 1896 marcou o início de uma prolífica carreira que produziria vários marcos na literatura sociológica. Como muitos membros do grupo Année Sociologique, Mauss sentiu-se atraído pelo socialismo, especialmente aquele defendido por Jean Jaurès. Ele esteve particularmente envolvido nos acontecimentos políticos antissemitas do caso Dreyfus. No final do século, ajudou a editar jornais de esquerda como Le Populaire, L'Humanité e Le Mouvement socialiste, o último em colaboração com Georges Sorel.
Em 1901, Mauss começou a recorrer mais à etnografia e seu trabalho começou a desenvolver características agora associadas à antropologia formal.
Mauss serviu no exército francês durante a Primeira Guerra Mundial, de 1914 a 1919, como intérprete. O serviço militar foi libertador dos intensos estudos de Mauss, como ele afirmou: “Estou indo maravilhosamente bem. Simplesmente não fui feito para a vida intelectual e estou aproveitando a vida que a guerra está me proporcionando” (Fournier 2006: 175). Ao libertar, ele também lidou com a devastação e a violência da guerra, já que muitos de seus amigos e colegas morreram na guerra, e seu tio Durkheim morreu pouco antes do seu fim. Mauss começou a escrever um livro “Sobre Política” que permaneceu inacabado, mas no início da década de 1920 enfatizou sua energia para a política através da crítica ao recurso coercitivo da violência pelos bolcheviques e à destruição da economia de mercado.
Como muitos outros seguidores de Durkheim, Mauss refugiou-se na administração. Ele garantiu o legado de Durkheim fundando instituições para a realização de pesquisas, como o l'Institut Français de Sociologie (1924) e o l'Institut d'Ethnologie em 1926. Essas instituições estimularam o desenvolvimento da antropologia baseada no trabalho de campo por jovens acadêmicos. Entre os alunos que influenciou estavam George Devereux, Jeanne Cuisinier, Alfred Metraux, Marcel Griaule, Georges Dumezil, Denise Paulme, Michel Leiris, Germaine Dieterlen, Louis Dumont, Andre-Georges Haudricourt, Jacques Soustelle e Germaine Tillion.
Em 1901, Mauss foi nomeado para a Cátedra de História das Religiões dos Povos Não Civilizados na Escola Prática de Altos Estudos. Dois anos depois, em 1931, Mauss foi eleito o primeiro titular da Cátedra de Sociologia no Collège de France, e logo depois se casou com sua secretária em 1934, que logo ficou acamada após um incidente com gás venenoso. Mais tarde, em 1940, Mauss foi forçado a deixar seu cargo como Presidente de Sociologia e a sair de Paris devido à ocupação alemã e à aprovação da legislação antissemita. Mauss permaneceu socialmente isolado após a guerra e morreu em 1950.

## Teoria
A sociologia seria uma ciência distinta, por exemplo, da psicologia, cujos objetos são, segundo Mauss, as representações individuais, enquanto na ciência social os objetos são as representações coletivas de caráter autônomo e inconsciente para o próprio indivíduo que as possui.
Evans-Pritchard vê Mauss como um seguidor da tradição filosófica que passa de Montesquieu pelos filósofos do Iluminismo − Turgot, Condorcet, Saint-Simon − a Comte e Durkheim; uma tradição na qual se chegava à conclusão pela análise dos conceitos, sendo os factos apenas ilustrações das teorias que não resultaram de métodos indutivos. Mas, sendo menos filosófico e mais empírico do que Durkheim, Mauss examina os factos até ao último detalhe ao ponto de se poder dizer que com ele a sociologia francesa chegou à sua fase experimental.
Para o autor, o elementar das sociedades, em todos os tempos históricos, é o intercâmbio e a dádiva. Um de seus focos principais são as prestações totais, através das quais "tribos" e "metades" intercambiam tudo que lhes é importante: festas, comidas, riquezas, mulheres, crianças etc. As prestações totais agonísticas acontecem quando um chefe ou grupo compete com outro sobre quem pode dar mais. Dar, receber e retribuir são, para Mauss, três momentos distintos cuja diferença é fundamental para a constituição e manutenção das relações sociais. A dádiva opera uma mistura entre amizade e conflito, interesse e desinteresse, obrigação e liberdade. Também mistura as pessoas que se presenteiam, as coisas e as pessoas, as coisas e os espíritos.
Não obstante Mauss ter sido um colaborador próximo de Durkheim, a sua antropologia/sociologia iria colar-se à psicologia da época. Depois da morte de Durkheim em 1917, Mauss tornou-se mais interessado na psicologia, publicando “Rapports réels et pratiques de psychologie et de la sociologie” (Relações Reais e Práticas entre a Psicologia e a Sociologia) no Journal de Psychologie Normal et Pathologique  em 1924. Lévi-Strauss afirma que Mauss compreendia a nova orientação antropológica: a aproximação entre a etnologia e a psicanálise.

## Obras selecionadas
- Ensaio sobre a natureza e função do sacrifício, (com Henri Hubert) 1898.
- Sociologia: objeto e método, (com Paul Fauconnet) 1901.
- Sobre algumas formas primitivas de classificação, (com Durkheim) 1902.
- Esboço de uma teoria geral da magia, (com Henri Hubert) 1902.
- Ensaio sobre a dádiva, 1925.
- As técnicas do corpo, 1934. Marcel Mauss, "Les techniques du corps" (1934) Journal de Psychologie 32 (3–4). Reimpresso em Mauss, Sociologia e antropologia, 1936, Paris: PUF.
- Sociologia e antropologia, (escritos selecionados) 1950.
- Manual de Etnografia. 1967. Editions Payot & Rivages.